# Ivan Ivančić
Ivan Ivančić (in serbo Иван Иванчић?; Grabovac, 6 dicembre 1937 – Zagabria, 28 agosto 2014) è stato un pesista e allenatore di atletica leggera jugoslavo.

## Biografia
Muore il 28 agosto 2014, a Zagabria, all'età di 77 anni.

## Record nazionali

### Master M40
- Getto del peso 7,260 kg, 20,44 m ( Belgrado, 5 luglio 1980)

### Master M45
- Getto del peso 7,260 kg, 20,77 m ( Coblenza, 31 agosto 1983)

## Palmarès
| Anno | Manifestazione          | Sede              | Evento         | Risultato | Misura  | Note |
| ---- | ----------------------- | ----------------- | -------------- | --------- | ------- | ---- |
| 1970 | Europei indoor          | Vienna            | Getto del peso | 7º        | 18,15 m |      |
| 1972 | Europei indoor          | Grenoble          | Getto del peso | 9º        | 18,08 m |      |
| 1972 | Olimpiadi               | Monaco di Baviera | Getto del peso | 19º       | 18,95 m |      |
| 1975 | Giochi del Mediterraneo | Algeri            | Getto del peso | Oro       | 19,43 m |      |
| 1976 | Olimpiadi               | Montréal          | Getto del peso | 16º       | 18,88 m |      |
| 1979 | Giochi del Mediterraneo | Spalato           | Getto del peso | Bronzo    | 19,13 m |      |
| 1980 | Europei indoor          | Sindelfingen      | Getto del peso | Bronzo    | 19,48 m |      |
| 1983 | Europei indoor          | Budapest          | Getto del peso | Bronzo    | 20,26 m |      |
| 1983 | Mondiali                | Helsinki          | Getto del peso | 12º       | 19,52 m |      |
| 1984 | Europei indoor          | Göteborg          | Getto del peso | 9º        | 19,34 m |      |